# Onykia rancureli
Onykia rancureli är en bläckfiskart som beskrevs av Takashi A. Okutani 1981. Onykia rancureli ingår i släktet Onykia och familjen Onychoteuthidae. Inga underarter finns listade i Catalogue of Life.